# Rupert Everett
Rupert James Hector Everett (ur. 29 maja 1959 w Norfolk) – brytyjski aktor, pisarz, piosenkarz i model.
Rotten Tomatoes i AllMovie określają go „nikczemną mieszanką Cary’ego Granta i Joan Crawford”.

## Życiorys

### Wczesne lata
Urodził się w Norfolk jako młodszy syn Sary (z domu MacLean), pochodzącej ze Szkocji i majora Anthony’ego Michaela Everetta (1921-2009), biznesmena. Dorastał ze starszym bratem Simonem Anthonym Cunninghamem (ur. 1956) w wierze katolickiej. W wieku siedmiu lat rozpoczął edukację w  Farleigh School przy Ampleforth College w hrabstwie Hampshire, klasztornej szkole rzymskokatolickiej prowadzonej przez zakon benedyktynów. Mając piętnaście lat został przyjęty do londyńskiej Centralnej Szkoły Mowy i Dramatu (Central School of Speech and Drama), ale po dwóch latach został z niej usunięty za niesubordynację. Jako siedemnastolatek rozpoczął praktykę aktorską w szkockim Citizen Theatre w Glasgow, z którym podróżował po Wielkiej Brytanii, występując w przedstawieniach takich jak Don Juan i Dom złamanych serc (Heartbreak House) G.B. Shawa. W wywiadzie powiedział, że w tym okresie utrzymywał się z prostytucji za narkotyki i pieniądze.

### Kariera
W 1981 zadebiutował na londyńskiej scenie w Greenwich, a następnie w wieku 21 lat na West Endzie odniósł sukces w roli ucznia–geja Guya Bennetta w przedstawieniu Inny kraj (Another Country) z Kennethem Branaghem . 
W 1982 trafił na mały ekran w roli Lorda Plurala w jednym z odcinków serialu kryminalnego ITV Nieznajomi (Strangers) i chłopak w miniserialu PBS Opowiadania Agaty Christie (The Agatha Christie Hour) – pt. Męstwo Edwarda Robinsona (The Manhood of Edward Robinson). Po debiucie na dużym ekranie w kryminale romantycznym Prawdziwe życie (Real Life, 1984) z sukcesem powtórzył sceniczną kreację Guya Bennetta, homoseksualnego sowieckiego szpiega i ucznia–pupila w angielskiej szkole publicznej Eton College, który stał się wrogiem swojej ojczyzny w melodramacie Inny kraj (Another Country, 1984), zdobywając nominację do nagrody Brytyjskiej Akademii Filmowej (BAFTA). 
Po tym jak zagrał mroczną postać Rama Valenskiego, brata kazirodczo zakochanego w swojej siostrze w filmie telewizyjnym NBC Księżniczka Daisy (Princess Daisy, 1983), zaczął się specjalizować w rolach posępnych, nieszczęśliwych w miłości bohaterów i określany był „mrocznym symbolem seksu”, co nie osłabiło jego pozycji idola, jaką zdobył po roli George’a Garfortha w miniserialu HBO Odległe pawilony (The Far Pavilions, 1984) na podstawie powieści historycznej Mary Margaret Kaye Dalekie pawilony z udziałem Bena Crossa, Amy Irving, Omara Sharifa i Christophera Lee. 
Zebrał znakomite recenzje za rolę Davida Blakeleya, kierowcy rajdowych samochodów, pochodzącego z wyższych sfer kochanka kelnerki (Miranda Richardson) w nocnym klubie w biograficznym dramacie kryminalnym Mike’a Newella Taniec z nieznajomym (Dance with a Stranger, 1985). Był wręcz karykaturalny w roli nieszczęsnego Lancelota w przygodowym filmie fantasy CBS Król Artur (Arthur the King/Merlin and the Sword, 1985) w reż. Clive’a Donnera z Malcolmem McDowellem, Edwardem Woodwardem i Candice Bergen. W dramacie Jego prawa ręka (The Right–Hand Man, 1986) zagrał postać umierającego jednorękiego arystokraty Lorda Harry’ego Ironminstera w Australii lat 60. XIX wieku w dramacie Jego prawa ręka (The Right Hand Man, 1986) z udziałem Hugo Weavinga i Catherine McClements. Był przesłuchiwany do roli Cecila Vyse’a w filmie Pokój z widokiem i odrzucił propozycję, w rezultacie angaż otrzymał Daniel Day-Lewis; Everett wolał zagrać George’a Emersona (Julian Sands), ale reżyser James Ivory uznał, że nie do końca się do tego nadaje. 
W dramacie Andrieja Konczałowskiego Duet na jeden instrument (Duet for One, 1986) z Alanem Batesem i Liamem Neesonem, inspirowanym życiem wiolonczelistki Jacqueline du Pré, wystąpił w roli porywczego Constantine’a Kassanisa, ucznia słynnej wiolonczelistki (Julie Andrews). Wydarzeniem była jego rola Bayardo San Romána, tajemniczego przybysza w ekranizacji powieści Gabriela Garcíi Márqueza Kronika zapowiedzianej śmierci (Cronaca di una morte annunciata, 1987) z Ornellą Muti, ciesząca się powodzeniem w Ameryce Łacińskiej i Europie. Kontrowersje wzbudził dramat muzyczny rozgrywający się w środowisku muzyków rocka Ogniste serca (Hearts of Fire, 1987), gdzie zagrał Jamesa Colta, rywala Billy’ego Parkera (Bob Dylan). W 1987 nagrał płytę pt. Generation of Loneliness. Jego sukcesem stała się rola Davide’a Lattesa, żydowskiego studenta literatury na Uniwersytecie Bolońskim, który marzy o karierze pisarskiej w adaptacji powieści Giorgio Bassaniego Złote okulary (Gli occhiali d’oro, 1987) w reż. Giuliano Montaldo u boku Philippe’a Noireta i Valerii Golino. W 1989 przeprowadził się do Paryża, gdzie publicznie potwierdził swoją orientację homoseksualną, a ujawnienie tego, jak stwierdził, zaszkodziło jego karierze.
Pracował także jako model w Mediolanie. Przyjął rolę Colina we włosko–brytyjskim dreszczowcu psychologicznym Paula Schradera Pociecha od obcych (The Comfort of Strangers, 1990), prezentowanym na 43. Festiwalu Filmowym w Cannes, na podstawie powieści Iana McEwana Ukojenie z Christopherem Walkenem, Natashą Richardson i Helen Mirren. W 1992 został obsadzony w roli Grigorija Melechowa, jednego z przywódców dońskiej kozaczyzny, i rozpoczął zdjęcia do ekranizacji powieści Michaiła Szołochowa Cichy Don (Тихий Дон), reżyserem był Siergiej Bondarczuk, a miniserial dokończył po śmierci ojca jego syn Fiodor Bondarczuk, produkcja miała premierę dopiero 7 listopada 2006. 
W 1992 zadebiutował jako pisarz zjadliwej, dekadenckiej i pełnej humoru powieści Hello, Darling, Are You Working?, a po jej wydaniu recenzenci twierdzili, że Everett ma większy talent literacki niż aktorski. 
Był na okładkach magazynów: „Blitz” (grudzień 1984-styczeń 1985), „Time Out” (w czerwcu 1997), „The Advocate” (w styczniu 1998), „Vanity Fair” (w marcu 2000), „Attitude” (we wrześniu 2002), „Evening Standard” (w sierpniu 2004), „L’Uomo Vogue” (w grudniu 2017) i „Entertainment Weekly” (w lutym 2019).
Rola Francesco Dellamorte, dozorcy cmentarza w małym włoskim miasteczku w komedii fantasy Michele Soaviego O miłości i śmierci (Dellamorte Dellamore, 1994) na podstawie powieści Tiziano Sclaviego przyniosła mu nagrodę na festiwalach filmowych w Porto w Portugalii i Maladze w Hiszpanii. Prezentował potem na ekranie swoje możliwości aktorskie w dramacie historycznym Szaleństwo króla Jerzego (The Madness of King George, 1994) w roli Księcia Walii Jerzego IV Hanowerskiego i komedii Roberta Altmana Prêt-à-Porter (Prêt-à-Porter, 1994).
Podbił Hollywood kreacją homoseksualnego przyjaciela głównej bohaterki, który tańczy w zachodzie słońca z Julią Roberts na weselu w komedii romantycznej Mój chłopak się żeni (My Best Friend’s Wedding, 1997). Za rolę został uhonorowany nagrodą krytyków w Londynie i na Florydzie, Blockbuster Entertainment Award, American Comedy Award oraz nagrodą Satelity i zdobył nominację do nagrody Złotego Globu i MTV Movie Award. Zebrał pochlebne recenzje za rolę homoseksualnego Paula Neville’a, wspólnika w przestępstwie w dramacie kryminalnym neo-noir Michaela Radforda Inna Beatrycze (B. Monkey, 1998) według książki Andrew Daviesa z Asią Argento, Jaredem Harrisem i Jonathanem Rhysem Meyersem. Zachwycił widzów i krytyków w filmach kostiumowych – Zakochany Szekspir (Shakespeare in Love, 1998), Mąż idealny (An Ideal Husband, 1999) na podstawie sztuki Oscara Wilde’a, jako kobieciarz i niestrudzony bywalec przyjęć lord Arthur Goring (kolejna nominacja do nagrody Złotego Globu), Sen nocy letniej (A Midsummer Night’s Dream, 1999) na podstawie sztuki Williama Szekspira. W 1999 otrzymał nagrodę kanału telewizji kablowej VH1 dla najmodniejszej męskiej gwiazdy.
Karierę na ekranie kontynuował w filmach: Zabić króla (To Kill a King, 2003) w roli Karola I Stuarta, Królowa sceny (Stage Beauty, 2004) jako Karol II Stuart oraz miniserialu Niebezpieczne związki (Les Liaisons dangereuses, 2003) na podstawie powieści Choderlosa de Laclosa w roli wicehrabiego Sébastiena de Valmonta. Za rolę geja-architekta krajobrazu i najlepszego przyjaciela instruktorki jogi w komedii Układ prawie idealny (The Next Best Thing, 2000) był nominowany w duecie z Madonną do antynagrody Złotej Maliny.
W 1987 ukazała się jego autorska płyta Generation of Loneliness (pol. Pokolenie samotności), do której napisał muzykę i słowa. Wziął także udział w nagraniu utworu i teledysku Madonny „American Pie” (2000), śpiewając w chórkach. Na płycie Robbie’ego Williamsa pt. Swing When You’re Winning (2001) znalazła się piosenka pt. „They Can’t Take that Away from Me”, którą zaśpiewał w duecie z Williamsem.
Był narratorem filmu dokumentalnego Paragraf 175 (Paragraph 175, 2003), opisującego prześladowania homoseksualistów w okresie nazizmu. Zajmuje się także dubbingiem. Użyczył swojego głosu Księciu z Bajki w filmach animowanych Shrek 2 (2004) i Shrek Trzeci (Shrek the Third, 2007). Mówił też rolę lisa w filmie fantasy Opowieści z Narnii: Lew, czarownica i stara szafa (The Chronicles of Narnia: The Lion, the Witch and the Wardrobe, 2005).
Występował na Broadwayu jako Charles w farsie Noëla Cowarda Blithe Spirit (2009) i George w sztuce Edwarda Albee’ego Kto się boi Virginii Woolf? (2020) w reż. Joe Mantello z Laurie Metcalf. W 2013 za rolę Oscara Wilde’a w przedstawieniu Davida Hare’a Pocałunek Judasza z Calem MacAninchem otrzymał nagrodę WhatsOnStage i był nominowany do Laurence Olivier Award; w 2016 produkcja grana była w Ameryce Północnej przez siedem tygodni w Toronto i pięć tygodni w Brooklyn Academy of Music w Nowym Jorku. W 2020 wystąpił w tytułowej roli w sztuce Czechowa Wujaszek Wania.
Jego debiutem reżyserskim był dramat biograficzny Oscara Wilde’a Szczęśliwy książę (The Happy Prince, 2018).

## Filmografia

### Filmy
- 1985: Taniec z nieznajomym (Dance with a Stranger) jako David Blakeley
- 1994: Prêt-à-Porter jako Jack Lowenthal
- 1994: Szaleństwo króla Jerzego (The Madness of King George) jako Jerzy IV Hanowerski, książę Walii
- 1996: Apartament dla orangutana (Dunston Checks In) jako Lord Rutledge
- 1997: Mój chłopak się żeni (My Best Friend’s Wedding) jako George Downes
- 1998: Zakochany Szekspir (Shakespeare in Love) jako Christopher Marlowe
- 1999: Sen nocy letniej (A Midsummer Night’s Dream) jako Oberon
- 1999: Inspektor Gadżet (Inspector Gadget) jako Sanford Scolex/Dr Claw
- 2000: Układ prawie idealny (The Next Best Thing) jako Robert Whittaker
- 2002: Bezwarunkowa miłość (Unconditional Love) jako Dirk Simpson
- 2003: Paragraf 175 (Paragraph 175) jako narrator
- 2003: Niebezpieczne związki (Les Liaisons dangereuses) jako Wicehrabia Sébastien de Valmont
- 2003: Zabić króla (To Kill a King) jako Król Karol I
- 2004: Shrek 2 jako Książę z Bajki (dubbing)
- 2004: Królowa sceny (Stage Beauty) jako Król Karol II
- 2005: Opowieści z Narnii: Lew, czarownica i stara szafa (The Chronicles of Narnia: The Lion, the Witch and the Wardrobe) jako Lis (dubbing)
- 2007: Gwiezdny pył (Stardust) jako Secundus
- 2007: Shrek Trzeci (Shrek the Third) jako Książę z Bajki (dubbing)
- 2007: Dziewczyny z St. Trinian (St. Trinian’s) jako Camilla Fritton/Carnaby Fritton
- 2009: Dziewczyny z St.Trinian 2 (St.Trinians’s:The Legend of Fritton's Gold) jako Camilla Fritton
- 2010: Dziki cel (Wild Target) jako gangster Ferguson
- 2011: Histeria. Romantyczna historia wibratora (Hysteria) jako Edmund St. John-Smythe
- 2016: Osobliwy dom pani Peregrine jako ornitolog
- 2018: Szczęśliwy książę (The Happy Prince) jako Oscar Wilde
- 2018: Slender Man jako Pan Kundsen

### Seriale
- 1983: Księżniczka Daisy (Princess Daisy) jako Ram Valenski
- 2005: Orły z Bostonu (Boston Legal) jako Malcolm Holmes
- 2011: Czarne lustro (Black Mirror) jako sędzia Hope
- 2016: Muszkieterowie (The Musketeers) jako Marquis de Feron
- 2019: Imię róży (The Name of the Rose) jako Bernard Gui
- 2024: Emily w Paryżu (Emily in Paris) jako Giorgio Barbieri

## Nagrody i nominacje
| Rok  | Nagroda                                        | Kategoria                                                   | Film                                                                                                   | Rezultat  |
| ---- | ---------------------------------------------- | ----------------------------------------------------------- | --- | --------- |
| 1982 | Nagroda BAFTA                                  | Najlepszy debiut                                            | Inny kraj (Another Country, 1984)                                                                      | Nominacja |
| 1994 | National Board of Review                       | Najlepsza obsada                                            | Prêt-à-Porter (1994)                                                                                   | Nominacja |
| 1996 | Fantasporto                                    | Najlepszy aktor                                             | O miłości i śmierci (Dellamorte dellamore, 1994)                                                       | Wygrana   |
| 1997 | Malaga International Week of Fantastic Cinema  | Najlepszy aktor                                             | O miłości i śmierci (Dellamorte dellamore, 1994)                                                       | Wygrana   |
| 1997 | Nagroda Złotego Jabłka                         | Odkrycie roku                                               | – | Wygrana   |
| 1997 | Złoty Glob                                     | Najlepszy aktor drugoplanowy                                | Mój chłopak się żeni (My Best Friend’s Wedding, 1997)                                                  | Nominacja |
| 1997 | Nagroda BAFTA                                  | Najlepszy aktor drugoplanowy                                | Mój chłopak się żeni (My Best Friend’s Wedding, 1997)                                                  | Nominacja |
| 1997 | MTV Movie Awards 1997                          | Najlepszy występ komediowy                                  | Mój chłopak się żeni (My Best Friend’s Wedding, 1997)                                                  | Nominacja |
| 1997 | MTV Movie Awards 1997                          | Najlepsza rola przełomowa                                   | Mój chłopak się żeni (My Best Friend’s Wedding, 1997)                                                  | Nominacja |
| 1997 | Nagroda Satelita                               | Najlepszy aktor drugoplanowy                                | Mój chłopak się żeni (My Best Friend’s Wedding, 1997)                                                  | Wygrana   |
| 2000 | Złoty Glob                                     | Najlepszy aktor w filmie komediowym lub musicalu            | Idealny mąż (An Ideal Husband, 1999)                                                                   | Nominacja |
| 2000 | Europejska Nagroda Filmowa                     | Najlepszy aktor                                             | Idealny mąż (An Ideal Husband, 1999)                                                                   | Nominacja |
| 2000 | Nagroda Satelita                               | Najlepszy aktor w filmie dramatycznym                       | Idealny mąż (An Ideal Husband, 1999)                                                                   | Nominacja |
| 2005 | Nagroda Satelita                               | Wybitny aktor w miniserialu lub filmie telewizyjnym         | Sherlock Holmes i sprawa jedwabnej pończochy (Sherlock Holmes and the Case of the Silk Stocking, 2004) | Nominacja |
| 2018 | 68. Międzynarodowy Festiwal Filmowy w Berlinie | Złoty Niedźwiedź                                            | Szczęśliwy książę (The Happy Prince, 2018)                                                             | Nominacja |
| 2018 | Europejska Nagroda Filmowa                     | Najlepszy aktor                                             | Szczęśliwy książę (The Happy Prince, 2018)                                                             | Nominacja |
| 2019 | Koło Londyńskich Krytyków Filmowych            | Brytyjski aktor roku                                        | Szczęśliwy książę (The Happy Prince, 2018)                                                             | Wygrana   |
| 2019 | Nagroda Satelita                               | Wybitny nowy talent: Najlepszy pierwszy film pełnometrażowy | Szczęśliwy książę (The Happy Prince, 2018)                                                             | Wygrana   |
| 2021 | Nagroda BAFTA TV                               | Najlepszy aktor                                             | Adult Material (2020)                                                                                  | Nominacja |
| 2022 | Międzynarodowy Festiwal Filmowy w Toronto      | Występ (zespół)                                             | Mój policjant (My Policeman, 2022)                                                                     | Wygrana   |

## Publikacje
- Rupert Everett, Frances Crichton Stuart: Hello, Darling, Are You Working?. It Books, 1992, s. 240. ISBN 978-0380721528.
- Rupert Everett: The Hairdressers of St. Tropez. Mandarin Paperbacks, 1995, s. 288. ISBN 978-0749318536.
- Rupert Everett, Turle Bernanrd: Hello darling!. Balland, 1999, s. 280. ISBN 978-2715812093.
- Rupert Everett: Red Carpets and Other Banana Skins. Abacus, 2006, s. 448. ISBN 978-0349120584.
- Rupert Everett: Tapis rouges et autres peaux de bananes. K&B, 2008, s. 424. ISBN 978-2915957419.
- Rupert Everett: Vanished Years. Abacus, 2012, s. 337. ISBN 978-0-349-00022-0.
- Rupert Everett: To the End of the World: Travels with Oscar Wilde. 978-0349139784, 2019, s. 352. ISBN 978-0349139784.
- Rupert Everett: The American No: Stories. Atria Books, 2025, s. 320. ISBN 978-1668076453.